# Primulina longii
Primulina longii là một loài thực vật có hoa trong họ Tai voi (Gesneriaceae). Loài này có ở Quảng Tây (Trung Quốc); được Z.Yu Li mô tả khoa học đầu tiên năm 2002 dưới danh pháp Chirita longii. Năm 2011, Z.Yu Li chuyển nó sang chi Primulina.